# Gunung Tidar
Gunung Tidar är ett berg i Indonesien.   Det ligger i provinsen Jawa Tengah, i den västra delen av landet, 400 km öster om huvudstaden Jakarta. Toppen på Gunung Tidar är 472 meter över havet.
Terrängen runt Gunung Tidar är platt söderut, men norrut är den kuperad. Runt Gunung Tidar är det mycket tätbefolkat, med 2 181 invånare per kvadratkilometer. Närmaste större samhälle är Mertoyudan, 2,8 km söder om Gunung Tidar. Omgivningarna runt Gunung Tidar är en mosaik av jordbruksmark och naturlig växtlighet.